# Nikephoros von Chios
St. Nikephoros von Chios (* ca. 1750 in Kardamyla (Chios); † 1821 in Agia Paraskevi (Chios); auch Nicephorus, Nikephorus) war ein Priestermönch, Abt des Klosters Nea Moni, theologischer Schriftsteller und Heiliger der griechisch-orthodoxen Kirche.

## Leben
Der Heilige Nikephoros von Chios war ein Priestermönch, welcher um 1750 in dem Dorf Kardamyla im nordöstlichen Teil der Nordägäisinsel Chios geboren wurde. Als Kind erkrankte er ernsthaft an einer ansteckenden Krankheit. Seine Eltern gelobten, dass, wenn ihr Sohn überleben sollte, sie ihn dem Kloster Nea Moni übergeben wollten. Er erholte sich von seiner Krankheit und wurde in das Kloster aufgenommen, um Mönch zu werden.
Er erhielt seine Bildung an der berühmten Schule in der Hauptstadt Chios. Seine Mentoren waren Neophytos Kafsokalyvitis (1713–1784), ein Jude, der Mönch auf dem Heiligen Berg Athos und später Direktor der Schule von Chios wurde, Athanasios Parios (1722–1813), ein Priestermönch und Makarios von Korinth (1731–1805).
Makarios von Korinth (Festtag 17. April) hielt sich 1780 in Chios auf, verließ die Insel für einige Zeit, kehrte aber 1790 zurück. Nikephoros von Chios und Makarios von Korinth trafen sich häufig; er übte den größten Einfluss auf Nikephoros von Chios aus, weshalb Nikephoros von Chios als dessen geistiger Sohn und Schüler genannt werden kann.
Später lernte er Athanasios Parios (Festtag 24. Juni) kennen, der von 1788 bis 1811 Leiter der Schule in Chios war.
Nikephoros von Chios wurde 1802 zum Abt von Nea Moni gewählt. Er resignierte noch vor dem Ende seiner zweijährigen Amtszeit, weil ihm die Beschäftigung mit den Klosterfinanzen und spirituellen Angelegenheiten nicht behagte, und weil seine Vorhaben auf den Widerstand der Mönche stießen. Nikephoros von Chios verließ das Kloster und zog sich in das Kloster Agios Georgios Reston in Resta (Brontados) zurück.
Er lehrte und schrieb in Chios, dort ein spirituelles Leben führend. Er liebte die Insel Chios als seine Heimat und als Ort, an welchem Pietät und Gelehrsamkeit blühten. Aus diesen Gründen und weil sich ihm keine Gelegenheit bot, die Insel zu verlassen, blieb er sein ganzes Leben innerhalb seiner Küsten.
1805, auf seinem Totenbett, bat Makarios von Korinth Nikephoros von Chios sein Buch Das Neue Leimonarion  zu vollenden und zu publizieren. Es enthält Hagiographien von Märtyrern, Asketen und anderen Heiligen und Gottesdienste zu ihrem Andenken. Drei Heilige waren an dieser Sammlung beteiligt: Makarios von Korinth, Nikephoros von Chios und Athanasios Parios.
Obwohl Sankt Nikephoros vermutlich im Sommer 1821 starb, ist sein Festtag der 1. Mai. Er starb in einem Haus in der Nähe der Kirche von Agia Paraskevi (Chios), wo er manchmal übernachtete, wenn er nicht mehr nach Resta zurückkehren konnte. Sein Leichnam wurde nach Resta gebracht und in ein Grab gelegt, wo früher sowohl Makarios von Korinth als auch der Mönch Nilus beerdigt worden waren.
Bereits zu seinen Lebzeiten war Nikephoros von Chios für seine heilige Lebensweise bekannt, weshalb er noch vor seinem Tod von der chiotischen Bevölkerung als Heiliger angesehen wurde.
Die Reliquien von Sankt Nikephoros wurden 1845 aufgedeckt und in die Metropolitankirche von Chios gebracht. Viele Jahre später bat die Gilde der Gerber um die Reliquien und brachte sie in die Klosterkirche Agios Georgios Reston von Resta, wo sie verblieben. 1907 wurde eine Ikone von Sankt Nikephoros gemalt und ein Gottesdienst zu seinen Ehren verfasst.
Bereits ein Jahr nach Nikephoros von Chiosʼ Tod wurde Chios 1822 von den Türken verwüstet, darunter auch das Kloster Nea Moni, wobei sämtliche Klosterliteralien untergingen. Aus diesem Grunde besitzt die Geschichte des Klosters aus seiner Hand, gedruckt in Venedig 1804 (siehe Literatur), besondere Bedeutung für die Geschichtsschreibung des Klosters.

## Werke

### Bücher
- He Theia kai Hiera Akolouthia ton Hosion kai Theophoron Pateron hemon Niketa, Ioannou kai Iospeh, ton Ktitoron tes en Chio Sebasmias, Hieras, Basilikes te kai Stauropegiakes Mones tes Epilegomenes Neas, tes ep’ Onomati Timomenes tes Hyperagias Despoines hemon Theotokou kai Aeiparthenou Marias, e te Historia tes Mones kai Thaumata Tina Paradoxa para tes Theometoros Telesthenta (The Divine and Holy Akoluthia of Our Holy and God-inspired Fathers Niketas, John and Joseph, Founders of the Venerable, Holy, Royal and Cross-possessing Monastery Named the New, Which is Dedicated to Our All-Holy Lady Theotokos and Evervirgin Mary, and the History of the Monastery and Certain Strange Miracles Performed by the Mother of the Lord). Henetiēsin (Venedig, Venice): Glykys, 1804. [8] Blatt, 118 Seiten, [2] gefaltete Blätter; 3 Illustrationen (Kupferstiche); 4°.

- 2. Aufl. von He Theia kai Hiera Akolouthia … erschienen in Ta Neamonesia (Writings Pertaining to Nea Moni), von Georgios Photeinos, 1. Buch. En Chiō; Prodikos; 1865; 318 S.

- Neon Leimonarion (New Spiritual Meadows). Hrsg. und vervollständigt von Nikephoros von Chios. Venedig, 1819. 2. Aufl. in 3 Bänden, Hermoupolis, Syros, 1855–1857; 3. Aufl. Athen, 1873; 4. Aufl. Athen, 1913. Überarbeitete Ausgabe (beträchtliches Material wurde weggelassen und einiges neues Material wurde hinzugefügt) unter dem neuen Titel Neon Chiakon Leimonarion („New Chian Leimonarion“), hrsg. von Amvrosios Michalos, Athen, 1930, und von Christophoros K. Gerazounis, Athen, 1968.

### Reden (Diskurse)
- Rede zum Lobe der Theotokos. Publiziert im Neon Leimonarion und Neon Chiakon Leimonarion.
- Rede zum Lobe der kultur-liebenden Insel Chios. Publiziert in Zolotas 1926, Bd. 3, Teil 1, S. 553–566.
- 1802 Rede zu demselben. Publiziert in Zolotas 1926, Bd. 3, Teil 1, S. 567–575.

### Heiligenleben und anderes
Nikephoros von Chios publizierte zwölf Heiligenleben, darunter diejenigen von Niketa, Johannes und Joseph, den Gründern von Nea Monia; dann von Myrope, Markella und Matrona von Chios.
Andere Schriften umfassen Hymnen (Akolouthia) auf mehrere Heilige und Neomärtyrer von Chios.

## Abbildungen
Eine Umzeichnung der Ikone von St. Nikephoros in der Kirche von St. Georg in Resta befindet sich auf dem Frontispiz von Cavarnos 1976. Das Vorwort der 2. Auflage 1986 auf Seite viii dagegen sagt, dass die Vorlage zu dieser Zeichnung die Ikone in der Kirche von Hypapanti in Ober Kardamyla (Ano Kardamyla) sei. Ein Foto dieser letzteren Ikone von St. Nikephoros von Chios (gemalt ca. 1907) befindet sich in der 2. Auflage von Cavarnos 1986 auf Seite 10.